# اچ‌ام‌اس ژوپیتر (اف۶۰)
اچ‌ام‌اس ژوپیتر (اف۶۰) (به انگلیسی: HMS Jupiter (F60)) یک کشتی بود. این کشتی در سال ۱۹۶۷ ساخته شد.